# Dragonfly (film)
Dragonfly är en amerikansk-tysk thrillerfilm från 2002, som hade biopremiär i USA, den 22 februari samma år. Filmen är regisserad av Tom Shadyac, från ett manus skrivet av Brandon Camp, Mike Thompson, och David Seltzer. Den större huvudrollen i filmen spelas av Kevin Costner.
Filmen hade biopremiär i Sverige, av AB Svensk Filmindustri, den 14 juni 2002.

## Handling
Filmens handling kretsar kring läkaren Joe Darrow, vars liv rasar samman helt och hållet, då hans hustru, Emily, omkommer i en bussolycka, under en vistelse i Venezuela. När Joe sedan blir alltmer övertygad, om att Emily på olika sätt försöker ta kontakt med honom, bestämmer han sig för att bege sig hela vägen till Venezuela, så att han kan besöka exakt den platsen, där Emily dog.

## Rollista
| Kevin Costner     | – Joe Darrow        |
| Susanna Thompson  | – Emily Darrow      |
| Joe Morton        | – Hugh Campbell     |
| Ron Rifkin        | – Charlie Dickinson |
| Kathy Bates       | – Miriam Belmont    |
| Linda Hunt        | – Syster Madeline   |
| Jacob Vargas      | – Victor            |
| Robert Bailey Jr. | – Jeffrey Reardon   |
| Jay Thomas        | – Hal               |
| Matt Craven       | – Eric              |
| Lisa Banes        | – Flora             |
| Casey Biggs       | – Neil Darrow       |
| Leslie Hope       | – Charisse Darrow   |
| Peter Hansen      | – Phillip Darrow    |